# Нордбергер, Карл
Карл Нордбергер (швед. Carl Fredrik Helmer Emanuel Nordberger; 22 ноября 1885, Болльнес, лен Евлеборг — 4 ноября 1964, Стокгольм) — шведский скрипач, музыкальный критик и композитор.
Сын почтмейстера. Учился в Стокгольме, затем в Праге у Отакара Шевчика и в Вене у Леопольда Ауэра. Дебютировал в Стокгольме в 1910 году. В 1914 г. опубликовал своё первое сочинение — «Шведские танцы» для скрипки и фортепиано. В том же году начал преподавать в Мальмё, в 1916 г. продолжил педагогическую карьеру в Стокгольме (из Мальмё в Стокгольм последовал ученик Нордбергера Йон Фернстрём). В 1918 г. первым в Скандинавии исполнил Сонату для скрипки и фортепиано Клода Дебюсси (с пианисткой Натали Радисс).
Опубликовал очерк истории скрипки «Скрипка и её мир» (швед. Violinen och dess värld; 1961).